# استپوناس گارباچیاوسکاس
استپوناس گارباچیاوسکاس (لیتوانیایی: Steponas Garbačiauskas; ۱۷ آوریل ۱۹۰۰ – ۳ اوت ۱۹۸۳) بازیکن فوتبال، روزنامه‌نگار ورزشی و دیپلمات اهل لیتوانی بود. او به عنوان یکی از پیشگامان ورزش لیتوانی شناخته می‌شود